# Duell Castlereagh–Canning

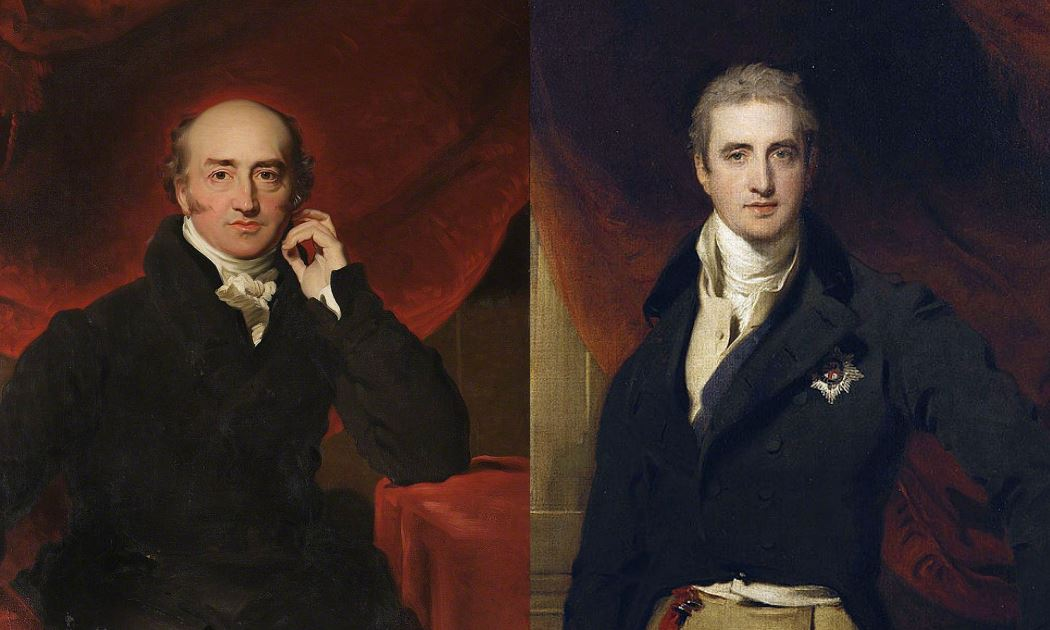
Canning und Castlereagh

Das Duell Castlereagh–Canning war ein mit Pistolen ausgetragenes Duell zwischen dem britischen Kriegsminister Viscount Castlereagh und Außenminister George Canning, das am 21. September 1809 bei Putney Heath stattfand. Gründe für das Duell waren die Rivalität beider Politiker und zahlreiche Unstimmigkeiten zwischen beiden über die Führung des Kriegs gegen das napoleonische Frankreich in den Jahren 1808 und 1809. Diese unterschiedlichen Meinungen führten im Frühjahr 1809 zu Cannings Forderung nach einer Neubesetzung im Kriegsministerium, verbunden mit einer Androhung seines eigenen Rücktritts. Premierminister Portland wollte weder Canning noch Castlereagh verlieren und zögerte eine Entscheidung lange hinaus; stattdessen wurde die Angelegenheit mit König Georg III. und anderen Kabinettsmitgliedern hinter dem Rücken Castlereaghs besprochen.
Castlereagh, der von den Vorgängen lange ahnungslos blieb, erfuhr erst im Spätsommer 1809 von den Diskussionen und forderte einige Tage später Canning zum Duell.
Das Duell, bei dem Canning von Castlereagh am Bein verwundet wurde, führte zum endgültigen Kollaps der Regierung Portland und zum Aufstieg Spencer Percevals zum neuen Premierminister, während Castlereagh und Canning mehrere Jahre außerhalb jeder Regierungsverantwortung auf den Hinterbänken verbrachten.

## Castlereaghs und Cannings Herkunft und Aufstieg

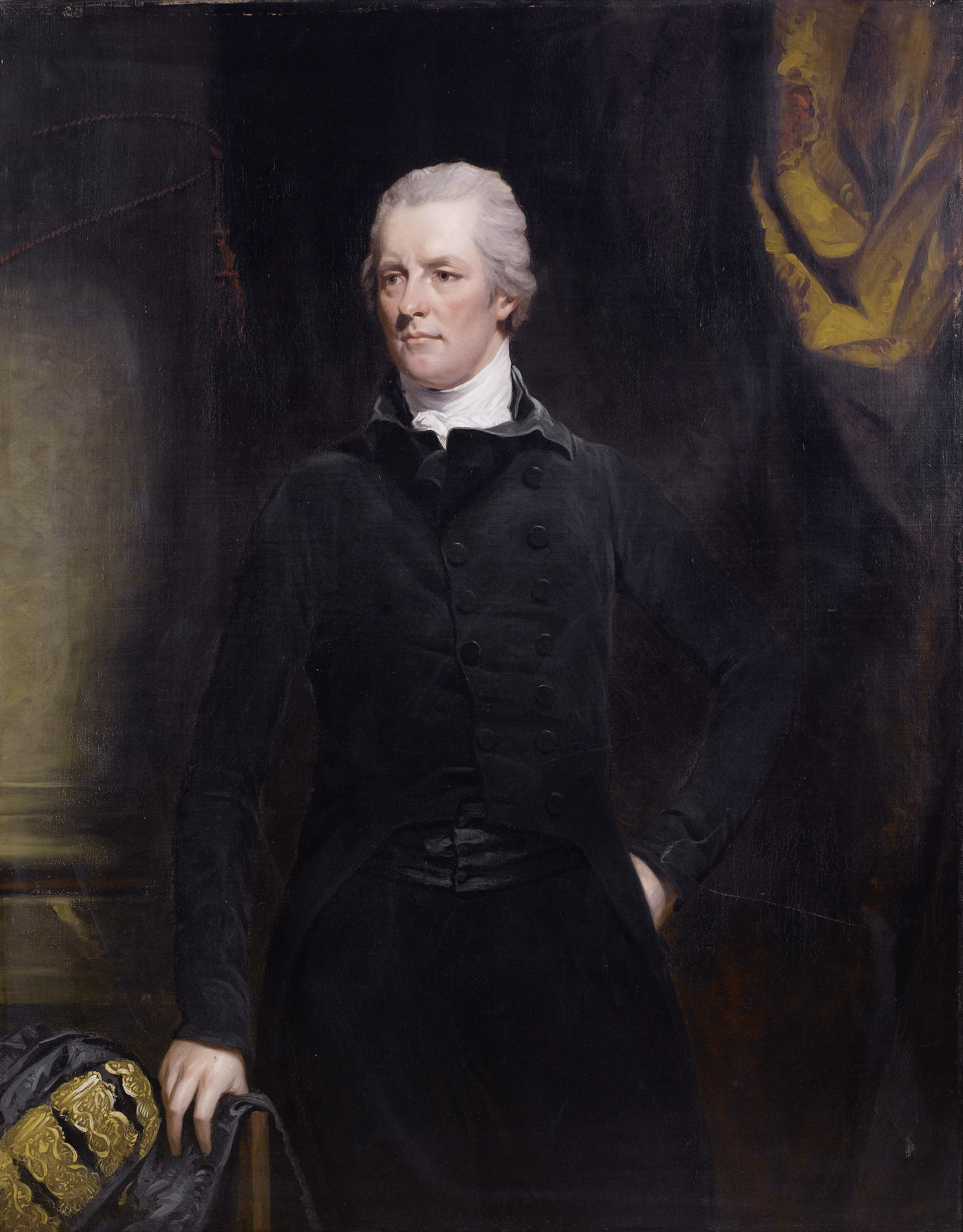
Politischer Förderer beider Duellanten: William Pitt der Jüngere (nach 1806)

Während Castlereagh einer adeligen Familie mit irisch-schottischen Wurzeln entstammte, war George Canning der Sohn eines enterbten irischen Grundbesitzers und einer Schauspielerin. Seine ersten Lebensjahre hatte er in Armut verbracht, bevor er dank der Großzügigkeit eines Verwandten eine privilegierte Ausbildung in Eton und Oxford durchlief, wo er intellektuell brillierte und kraft seiner als herausragend bezeichneten Talente schnell als vielversprechender Politiker galt. Ein gefeierter, scharfzüngiger Redner und unverhohlen ambitioniert, wurde er von seinen privilegierteren politischen Zeitgenossen mit einer Mischung aus Snobismus und Misstrauen aufgrund seiner bescheidenen Herkunft doch als Außenseiter betrachtet.
Dagegen wurde Castlereagh als archetypischer Vertreter einer privilegierten Gruppe von Insidern wahrgenommen, dem Rang und Würden ohne Anstrengung zufielen, obwohl er als langweiliger, schlechter Redner angesehen wurde.
Beide begannen ihre politische Karriere als Anhänger der Whigs um Charles James Fox. Unter dem Eindruck der zunehmend blutiger verlaufenden Französischen Revolution wechselten beide ihre politische Orientierung und schlossen sich William Pitt dem Jüngeren an, der ihr politisches Talent schnell erkannte und sie protegierte. Beinahe gleichaltrig, wurden beide schnell zu Rivalen um Beförderungen und Regierungsposten in Pitts Kabinett. Als dieser 1801 zurücktrat, folgten beide Pitts Beispiel und kehrten auf die Hinterbänke zurück. Pitt ermutigte viele seiner engeren politischen Weggefährten, der neuen Regierung unter dem neuen (von ihm selbst vorgeschlagenen) Premierminister Henry Addington beizutreten. Castlereagh folgte Pitts Rat und wurde Präsident des Kontrollamtes. Der rhetorisch gewandte Canning blieb dagegen auf den Hinterbänken, verspottete Addington und vertrat mit leidenschaftlichem Eifer Pitts Sache. Damit verärgerte er Pitt, der Addington nicht nur selbst als Nachfolger vorgeschlagen hatte, sondern ihn als seinen temporären Platzhalter ansah und im Unterhaus auch unterstützte. Bei Pitts Rückkehr in das Amt des Premierministers im Jahr 1804 behielt Castlereagh sein altes Amt und übernahm zusätzlich die Bürde des Führers des Unterhauses, um den gesundheitlich bereits geschwächten Pitt im Unterhaus zu entlasten. Dazu übernahm er bald noch das Kriegsministerium. Castlereagh, der sich als Kabinettsminister bereits einen Ruf als solider und kompetenter Administrator erworben hatte, stieg so zum unverzichtbaren Mann in der Regierung auf. Der ambitionierte Canning musste sich demgegenüber mit einem unbedeutenden Amt außerhalb des Kabinetts abfinden und wurde auch bei nachfolgenden Vakanzen im Kabinett übergangen. Pitt versprach ihm nach einer Aussprache den nächsten offenen Kabinettsposten, starb jedoch im Januar 1806, woraufhin William Grenville und Charles James Fox die sogenannte Regierung aller Talente bildeten. Canning und Castlereagh beteiligten sich nicht an der Regierungsbildung; nach einer Übereinkunft mit den anderen jungen „Pittites“ (wie Spencer Perceval) ging die Gruppe gemeinschaftlich in die Opposition.

## Castlereagh und Canning in Portlands Kriegsregierung

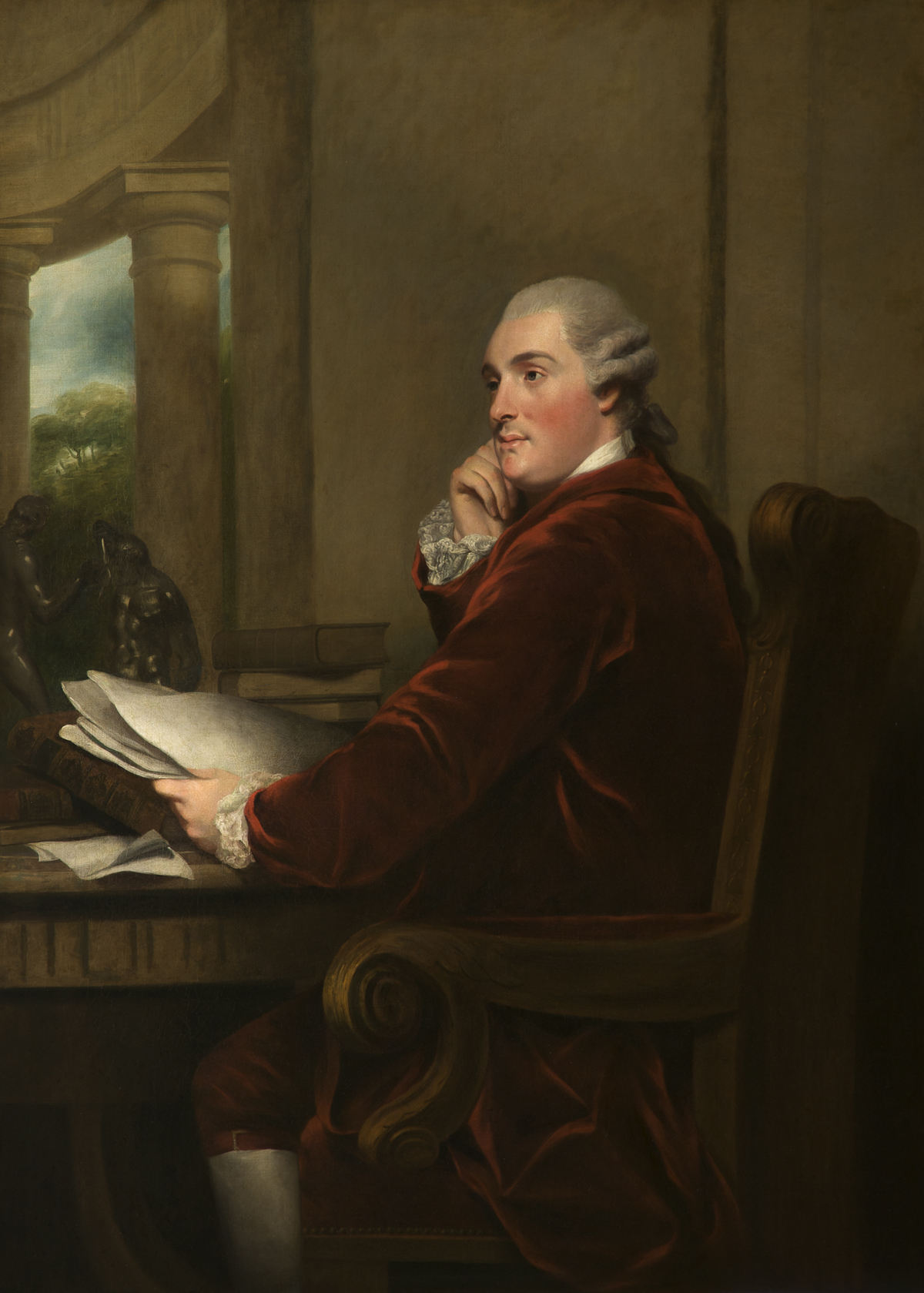
Der Duke of Portland im Jahr 1782

Nach dem Fall der kurzlebigen Regierung aller Talente berief König Georg III. im Frühjahr 1807 den betagten Herzog von Portland als neuen Premierminister.
Im neuen Kabinett erhielt Castlereagh sein vormaliges Amt, das Kriegsministerium. Canning wurde nach der Absage des Marquess of Wellesley das Außenministerium zugesprochen. Trotz der substantiellen Beförderung forderte Canning auch den Posten des Führers im Unterhaus ein, den Castlereagh innehatte. Castlereagh war bereit, dieses (als Belastung empfundene) Amt abzugeben, weigerte sich jedoch, es Canning zu überlassen. Als Kompromisslösung fiel die Aufgabe an Spencer Perceval.
Wie schon in seiner ersten Amtszeit als Premier, als Charles James Fox die bestimmende Figur in der Regierung gewesen war, war Portland erneut eher eine Galionsfigur als der Kopf der Regierung. In der Praxis erwies sich Portland als führungsschwach, träge und konfliktscheu. Den Kabinettssitzungen blieb er meist fern. Als Resultat von Portlands Schwäche war jedes Ressort sich selbst überlassen. Dadurch gab es im Kabinett keine höhere Autorität, die als Schiedsrichter Unstimmigkeiten zwischen den Ressorts beilegen konnte. Die vier führenden Köpfe im Kabinett waren Canning und Castlereagh, dazu Spencer Perceval in seiner Doppelfunktion als Schatzkanzler und Führer des Unterhauses sowie der Innenminister Lord Hawkesbury (der 1808 nach dem Tod seines Vaters den Titel Earl of Liverpool erbte, mit dem er bekannt wurde). Zum Kabinett gehörte auch der Onkel Castlereaghs, Lord Camden, als Lord President of the Council.

## Konflikte um die Kriegsführung

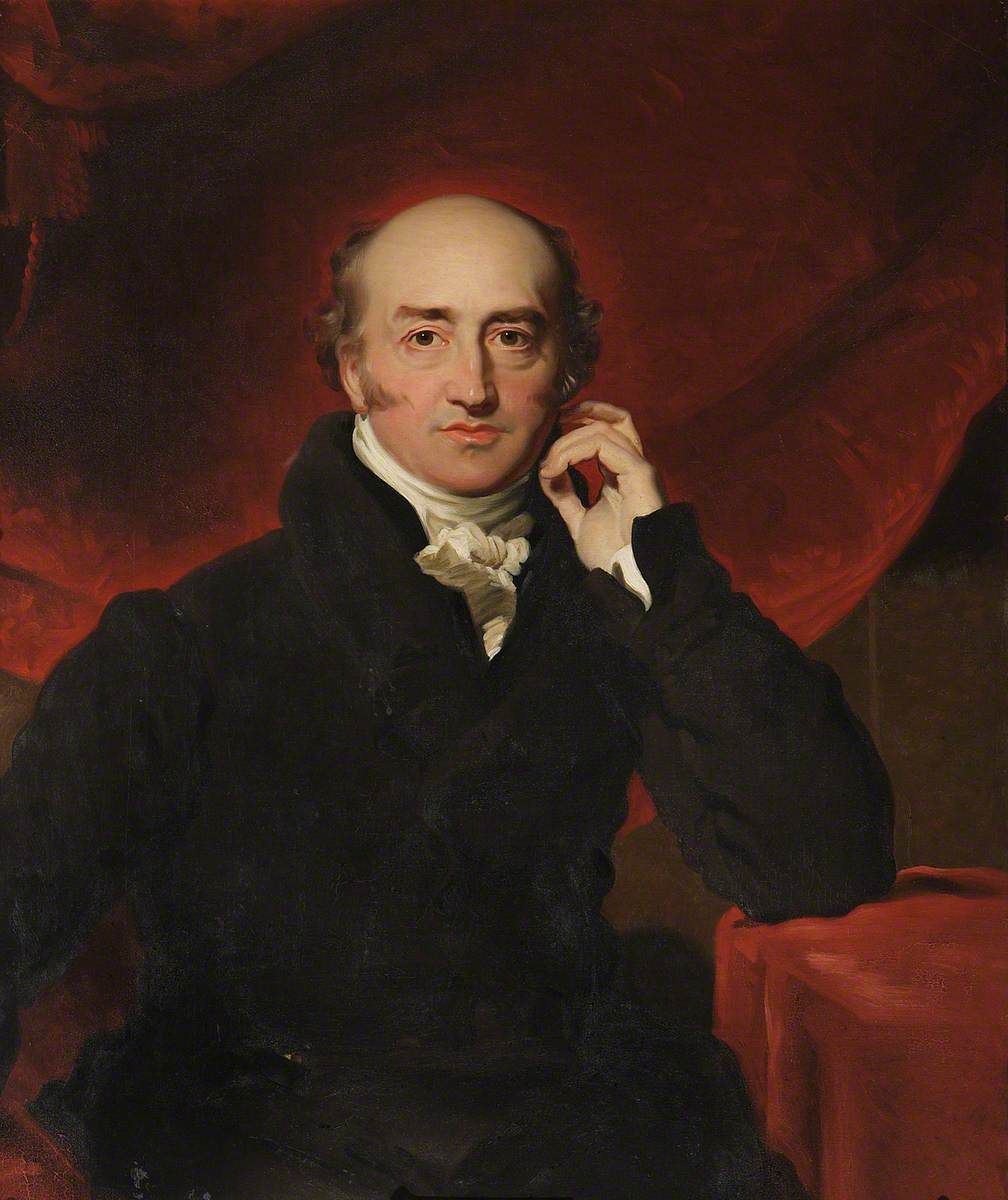
George Canning, Porträt von Thomas Lawrence (um 1822)

Im Jahr 1807 dauerte der Krieg gegen das napoleonische Frankreich weiter an. Wie schon seine Vorgänger war auch das Kabinett Portland zerrissen über die richtige Strategie. Im Kabinett kam es schnell zu zahlreichen Unstimmigkeiten, die die Regierung zunehmend paralysierten. Dagegen hatte sich George Canning zunehmend als die treibende Kraft der Regierung etabliert. Um die maritime Überlegenheit der Royal Navy abzusichern, regte Canning erfolgreich an, die Flotte des neutralen Dänemarks entweder über diplomatische Offerten oder notfalls durch Gewalt zu neutralisieren, um sie dem drohenden Zugriff Napoleons zu entziehen. Parallel dazu überredete er die portugiesische Königsfamilie, nach Brasilien zu fliehen, um auch die portugiesische Flotte vor Napoleons Zugriff zu bewahren. Beide Maßnahmen unterstützte Castlereagh. Auch als sich durch Napoleons Intervention in Spanien die Möglichkeit bot, einen neuen Kriegsschauplatz zu eröffnen, war Canning der Taktgeber hinter der schnell getroffenen Entscheidung, Truppen unter Führung Arthur Wellesleys (dem späteren Herzog von Wellington) auf die iberische Halbinsel zu verschiffen, um dort den Aufstand gegen Napoleon zu unterstützen. Castlereagh war im Verlauf des Jahres 1808 mehrere Monate an einer nicht näher beschriebenen Krankheit erkrankt. Dadurch wurde er in Cannings Augen bald eine Belastung. Beide gerieten im Kabinett über die Frage des passenden Oberbefehlshabers mehrmals in Konflikt. Canning sah den bisherigen Befehlshaber Wellesley als geeignete Wahl an, Castlereagh unterstützte im Kabinett die Forderungen von König Georg III. nach einem formal ranghöheren Offizier und setzte sich schließlich durch. Wellesley schlug die Franzosen im August 1808 in der Schlacht von Vimeiro, wurde dann aber den beiden Generälen Burrard und Dalrymple unterstellt. In der Konvention von Cintra verspielten beide den errungenen Vorteil mit einem für Frankreich günstigen Waffenstillstand. Auch der nun anstelle der beiden abberufenen Generäle entsandte – und wiederum von Canning kritisch gesehene – John Moore schlug sich aus Sicht des britischen Kabinetts nicht viel besser und musste seine Armee nach dem Eingreifen Napoleons zurückziehen. Moore fiel im Januar 1809 bei einem Rückzugsgefecht, wodurch Wellesley erneut Oberbefehlshaber wurde. Die Armee wurde zunächst evakuiert und im Frühjahr nach Portugal entsandt.
Auch wenn er intern selbst heftige Kritik geübt hatte, verteidigte Canning den Feldzug Moores im Unterhaus gegen die heftigen Angriffe der Opposition in einer machtvollen und einhellig als denkwürdig gefeierten Rede, womit er die Regierung bei der nachfolgenden knappen Abstimmung vor einer Niederlage bewahrte.
Auch über den richtigen strategischen Ansatz waren Canning und Castlereagh zunehmend uneinig. Canning forderte eine Konzentration der begrenzten militärischen Kräfte auf den iberischen Kriegsschauplatz. Demgegenüber bereitete Castlereagh parallel zur iberischen Kampagne eine britische Invasion in den Niederlanden oder in Nordfrankreich vor, um den Verbündeten Österreich zu unterstützen und militärisch zu entlasten. Dies führte zur Planung der Walcheren-Expedition. Canning sah dadurch den Erfolg der iberischen Kampagne gefährdet, unterwarf sich jedoch widerwillig der mehrheitlich getroffenen Entscheidung des Kabinetts.
Canning suchte nun eine Diskussion mit Premierminister Portland und teilte ihm unumwunden mit, dass die Regierung in ihrer derzeitigen Form nicht geeignet sei, ihre Aufgaben zu erfüllen, und deutete seinen Rücktritt an. Ein paar Tage später traf er mit Portland auf dessen Landsitz in Buckinghamshire zusammen und erneuerte seine Ausführungen. Er riet Portland (aus gesundheitlichen Gründen) zum Rücktritt. Außerdem forderte er eine personelle Neubesetzung im Kriegsministerium. Portland, der weder Canning noch Castlereagh verlieren wollte, beschwichtigte Canning und stimmte zwar grundsätzlich zu, unternahm aber zunächst keine weiteren Schritte. Er informierte stattdessen zunächst Lord Bathurst (den Präsidenten des Handelsamts) und den König, nicht jedoch Castlereagh. Über den Sommer wurden weitere Minister in die Diskussionen über die Kabinettsumbildung und die Frage, wie mit Castlereagh umzugehen sei, einbezogen. Auch Castlereaghs Onkel Lord Camden war involviert, konnte sich jedoch nicht überwinden, seinem Neffen offen über die Vorgänge zu berichten. Portland und Canning gingen zunächst vom Gegenteil aus und erfuhren erst Tage später, dass Camden untätig geblieben war. König Georg III. lehnte den Rücktritt Cannings ab und verbot Portland gleichzeitig, Castlereagh über die Vorgänge zu informieren. Giles Hunt sieht in den Handlungen des Königs den Versuch, den ungemein talentierten, aber als Emporkömmling betrachteten Canning einerseits nicht zu verlieren, andererseits zumindest aber als Premierminister zu verhindern.
Canning, der das Land mit dem Rücken zur Wand in einem Kampf auf Leben und Tod mit einem weit überlegenen Gegner sah, zeigte sich zunehmend rastlos und erneuerte in regelmäßigen Abständen bei Portland seine Forderungen, verbunden mit der Androhung seines Rücktritts. Während er im Unterhaus pflichtschuldig die Regierung, Castlereagh und die Kriegsanstrengungen verteidigte, klagte er gegenüber Bekannten harsch die aus seiner Sicht untragbaren Verhältnisse an. Für Giles Hunt waren Cannings Aktionen kein Schlag gegen einen politischen Rivalen, sondern Ausdruck einer wachsenden Verzweiflung über den Verlauf des Krieges; mit dem Blick des Eingeweihten habe Canning gesehen, dass das Kabinett nicht in der Lage war, die diversen Krisen erfolgreich zu meistern und der Krieg eine schlechte Wende zu nehmen drohte. John Campbell vermerkt dagegen, dass Canning zu diesem Zeitpunkt nicht nur die dominante Person im Kabinett war, sondern nun auch zunehmend so auftrat. Er taktierte bereits offen für die absehbare Nachfolge von Premierminister Portland, bei der er und Spencer Perceval als die beiden aussichtsreichsten Kandidaten galten. So bereitete er für den König ein Memorandum vor, in dem er sich dagegen aussprach, dass der nächste Premierminister aus dem Oberhaus kam, was die Nachfolge auf ihn und Spencer Perceval beschränkt hätte. Weiter führte er im Memorandum aus, dass er nicht unter Perceval dienen wollte, womit er als unverzichtbares Kabinettsmitglied die Wahl zu seinen Gunsten beeinflusst hätte. Auch versprach er, ohne dafür die nötige Legitimation zu besitzen, Lord Wellesley (dem Bruder Arthur Wellesleys) den Posten des Kriegsministers, sobald Castlereagh aus dem Amt entfernt worden war. Auch Douglas Hurd sieht Cannings Aktionen als Anmaßung und seine Entlassungsforderung als einen Akt außerhalb der normal zu nennenden politischen Rivalitäten.

## Castlereaghs Herausforderung

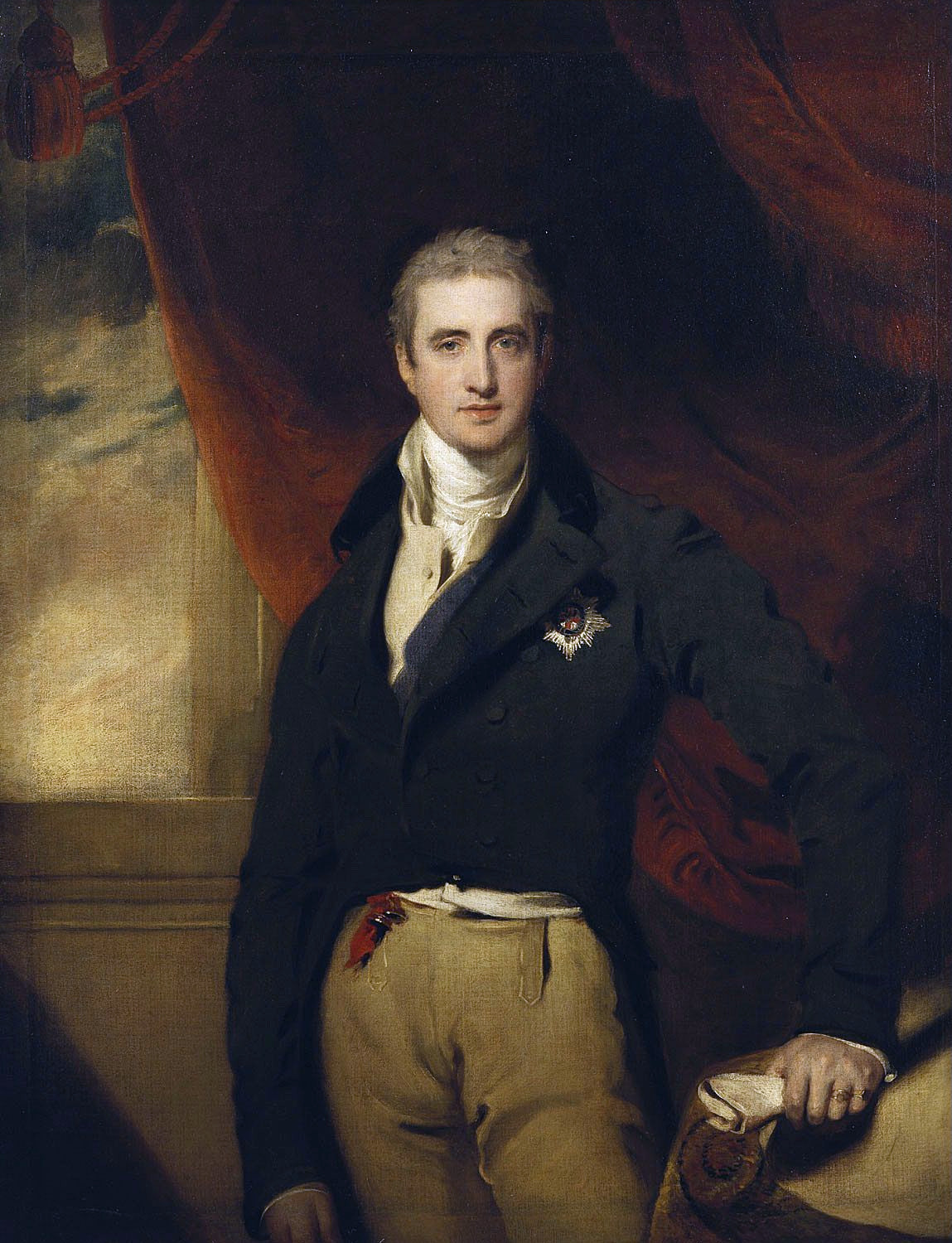
Viscount Castlereagh, Porträt von Thomas Lawrence (um 1810)

Die Walcheren-Expedition mündete im Sommer 1809 schnell in ein militärisches Desaster und geriet zu einem völligen Fehlschlag. Für Canning war dies die Bestätigung seiner Befürchtungen. Er forderte nun ultimativ die sofortige Entlassung Castlereaghs. Perceval und Lord Liverpool verständigten sich dagegen auf eine andere Lösung; sie überredeten Premierminister Portland zum Rücktritt und schlugen eine große Kabinettsumbildung als Lösung vor. Auf diese Weise wäre Castlereagh auf eine gesichtswahrende Weise als Kriegsminister entfernt worden, ohne dadurch den Ahnungslosen bloßzustellen und die Regierung zu kompromittieren. Portland, der im August einen Schlaganfall erlitten hatte, akzeptierte den Vorschlag und verkündete am 6. September 1809 seinen Rücktritt, sobald ein Nachfolger gefunden sei; zudem teilte er Canning gleichzeitig mit, dass Castlereagh nicht einfach entlassen werden könnte. Canning erneuerte daraufhin seinen Rücktritt und blieb der Kabinettssitzung am nächsten Tag fern. Wahrscheinlich erwartete er, auf diese Weise nun die Ernennung zum Premierminister erzwingen zu können.
Castlereagh schöpfte nun einen Verdacht und forderte bei seinem Onkel eine Erklärung, der ihm schließlich die Vorgänge offenbarte. Castlereagh reichte nun ebenfalls seinen Rücktritt ein und nahm an Kabinettssitzungen nicht mehr teil. Nachdem er sich 12 Tage lang zurückgezogen hatte, schickte er am 19. September 1809 Canning einen mehrseitigen Brief, in dem er ihn anklagte, gegen das Prinzip von Treu und Glauben, sowohl privat als öffentlich, verstoßen zu haben. Er räumte Canning zwar das Recht auf Kritik ein, sah sich aber in seiner Ehre verletzt. Auch warf er Canning vor, hinter seinem Rücken konspiriert zu haben. Der harsch formulierte Brief kam einer Aufforderung zum Duell gleich. Castlereagh benannte Lord Yarmouth als seinen Sekundanten, Canning benannte Charles Ellis. Ellis startete einen Vermittlungsversuch und sandte Yarmouth Kopien einiger Briefe, in denen Canning den Premierminister vor der Verheimlichung der Diskussionen gewarnt hatte. Castlereagh, der sich gedemütigt und hintergangen fühlte, blieb allerdings bei seiner Forderung und wies darauf hin, dass Canning einfach hätte zurücktreten können. Canning blieb nun nichts anderes übrig, als die Forderung nach einem Duell zu akzeptieren.

## Hintergrund: Duelle als gesellschaftliche Praxis

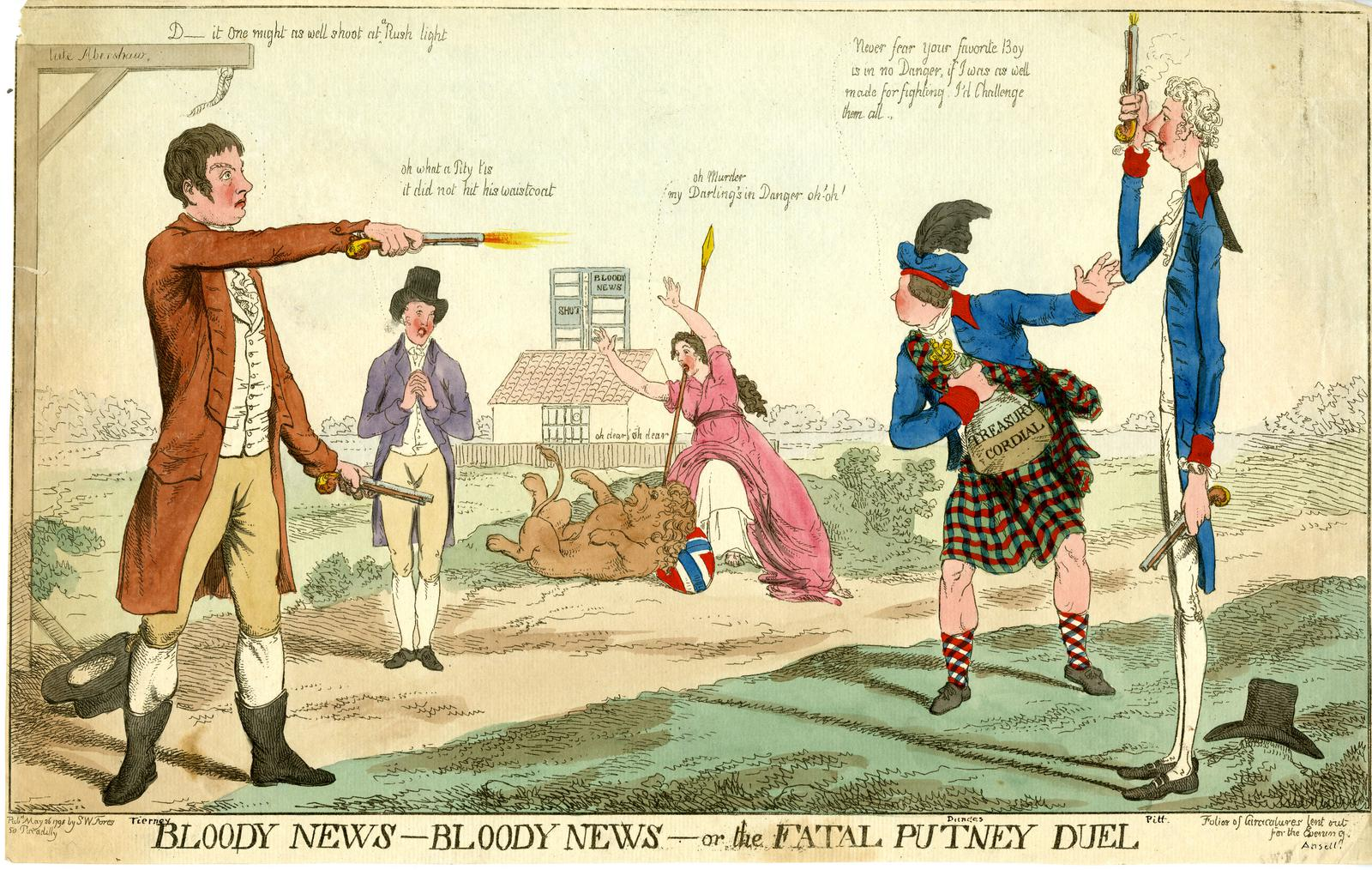
Karikatur des Duells zwischen Pitt dem Jüngeren und seinem Kontrahenten Tierney (1798)

Obwohl verboten, waren Duelle an der Wende vom 18. ins 19. Jahrhundert in Großbritannien weiterhin eine häufig vorkommende Praxis in den oberen Gesellschaftsschichten. Wollte der Herausgeforderte nicht die gesellschaftliche Isolation riskieren, war es beinahe unmöglich, die Duellforderung abzulehnen. Während sich in früheren Zeiten zumeist mit Stichwaffen duelliert wurde, war im Großbritannien des späten 18. Jahrhunderts das Pistolenduell zur üblichen Form des Duells geworden. Diese waren in der Praxis äußerst ungenau; viele Duellanten waren mit der Waffe auch nicht hinreichend vertraut, teils schossen beide Kontrahenten auch absichtlich daneben. All dies führte dazu, dass die Mehrheit der ausgetragenen Duelle nicht tödlich ausging. Wenn sich zudem beide Kontrahenten einig waren, dass der Ehre Genüge getan worden war, blieb es oft bei einem ergebnislosen Duellgang. Unter ranghohen Politikern war die Praxis des Duells nicht unüblich. Charles James Fox war 1779 bei einem Duell verletzt worden. Sein politischer Antipode William Pitt der Jüngere hatte im Mai 1798 aufgrund einer Beleidigung im Unterhaus mit dem Fox–Anhänger George Tierney ein Duell ausgefochten. Beide blieben beim ersten Waffengang unverletzt, Pitt feuerte beim zweiten Waffengang in die Luft und beide einigten sich dann darauf, dass kein weiterer Duellgang nötig war. König Georg III. war wütend und entsetzt, als er über den Vorgang unterrichtet wurde und erinnerte Pitt daran, dass er als Premierminister sein Amt über persönliche Belange hätte stellen müssen. Dennoch starb die Praxis des Duells auch danach nicht aus.

## Das Duell

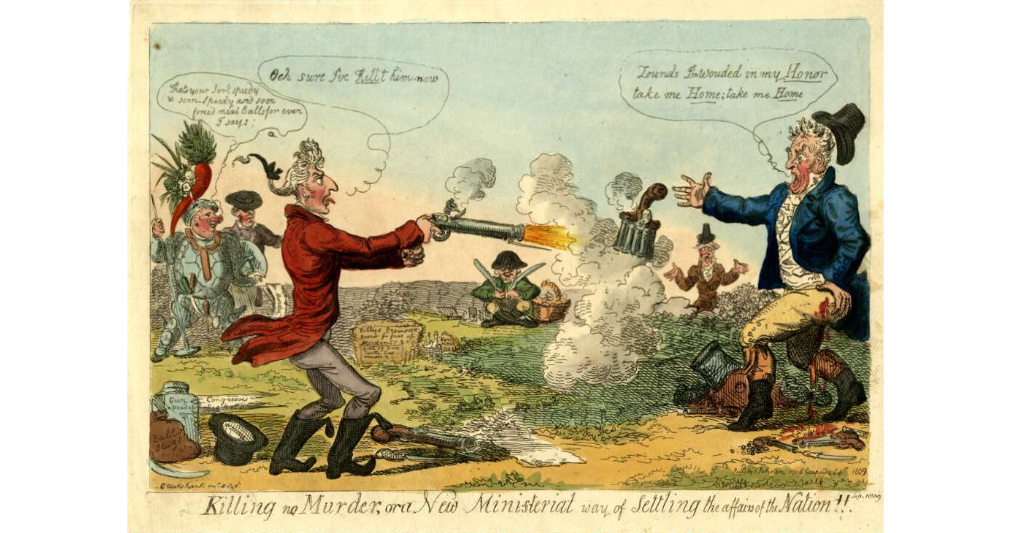
Satirische Darstellung des Duells zwischen Castlereagh und Canning von Isaac Cruikshank

Das Duell fand um 6 Uhr morgens am 21. September 1809 in Putney Heath auf dem Besitz von Lord Yarmouth statt – in Sichtweite des Hauses, wo Pitt der Jüngere drei Jahre zuvor gestorben war. Beide Duellanten wurden von ihren Sekundanten begleitet. Auf der Kutschfahrt zum Ort des Duells war Castlereagh laut Bericht seines Sekundanten in gelöster und heiterer Stimmung und diskutierte angeregt über eine gefragte Opernsängerin. Castlereagh war ein versierter Schütze; in seiner Jugend in Irland hatte ein politischer Gegner seine Herausforderung zurückgezogen, als er über Castlereaghs Fähigkeiten mit der Waffe informiert worden war. Canning hatte vor dem Duell sein Testament gemacht und einen Abschiedsbrief an seine Frau verfasst. Canning hatte nie eine Pistole abgefeuert und noch kein einziges Duell ausgefochten. Deshalb mussten sein Sekundant und Yarmouth die Waffe für Canning laden und spannen. Nachdem ein letzter Vermittlungsversuch der Sekundanten gescheitert war, kam es zum Duell.
Der erste Waffengang, auf zwölf Schritte Entfernung ausgetragen, blieb ohne Ergebnis. Nach einem kurzen Austausch zwischen den Sekundanten erklärte Castlereagh, er sei noch nicht zufriedengestellt, so dass ein zweiter Duellgang nötig war. Beim zweiten Duellgang durchbohrte Castlereaghs Schuss Cannings Oberschenkel. Unbestätigt ist, dass Cannings zweiter Schuss Castlereagh streifte und ihm einen Knopf abschoss. Der getroffene Canning fragte nach, ob ein dritter Waffengang nötig sei, was von den beiden Sekundanten sofort unterbunden wurde, die die Angelegenheit als erledigt erklärten. Sein Sekundant und Castlereagh halfen Canning zum nahen Cottage von Lord Yarmouth, wo bereits ein Chirurg wartete und Cannings Wunde versorgte.
Da der Schuss lediglich durch das Fleisch des Oberschenkels gegangen und keine Arterie getroffen hatte, hatte er nur einen geringen Blutverlust verursacht und Cannings Wunde war nach wenigen Wochen bereits wieder komplett geheilt.

## Nach dem Duell: Öffentliche Reaktion
Neben einem ausführlichen Bericht über das Duell erschien am Folgetag im Morning Chronicle auch ein Leitartikel des Herausgebers, eine heftige Attacke gegen die beiden Protagonisten, die sich in einer Zeit der nationalen Krise völlig unverantwortlich verhalten hätten. Der Courier, anders als der Morning Chronicle eher der Regierung als der Whig-Opposition nahestehend, legte wenige Tage danach offen, dass der Grund für das Duell die Forderung nach Castlereaghs Entlassung gewesen sei. Andere Zeitungen griffen das Duell zwischen „Mr. Canting“ und „Lord Castaway“ auch satirisch auf, während die Regierung zunächst versuchte, das Duell als das Ergebnis eines Missverständnisses zu schildern. William Wilberforce nannte das Duell schandhaft und forderte, dass beide nie wieder ein Amt bekleiden sollten. Spencer Perceval äußerte privat, Castlereagh habe aus einem völligen Missverständnis heraus gehandelt, während Lord Holland (der Neffe von Charles James Fox) meinte, dass Castlereaghs Verhalten mehr vom Rachedurst als von einem Gefühl der verletzten Ehre zeuge. Der führende Whig Charles Grey sah Castlereagh im Recht und äußerte, es sei unmöglich, Cannings Verhalten zu verteidigen.
Die öffentliche Meinung sah zunächst mehrheitlich Canning im Recht. Castlereagh rechtfertigte sich gegenüber seinen engsten Verwandten zunächst in Briefform. Dem König schickte er einen Brief, in dem er sich für seine Duellforderung entschuldigte, gleichzeitig aber bestritt, dass Canning irgendwelche Gründe hätte, sich über sein Wirken als Kriegsminister zu beschweren. Am 3. Oktober 1809 veröffentlichte er zudem eine Rechtfertigung, was einen Meinungsumschwung bewirkte, da Castlereagh nun als Opfer einer Verschwörung seiner Kabinettskollegen gesehen wurde, die heimlich gegen ihn konspiriert hatten.
Ein Freund und Loyalist Castlereaghs gab im frühen Oktober Details über das Duell und die Vorgeschichte an die führende britische Tageszeitung The Times weiter. Canning antwortete darauf ebenfalls in der Times mit seiner eigenen Version in einem offenen Brief an Lord Camden, worin er Camden einen Teil der Schuld gab. König Georg III. ließ sich von Canning ein paar Tage später amüsiert in allen Einzelheiten über das Duell informieren.

## Historische Auswirkungen

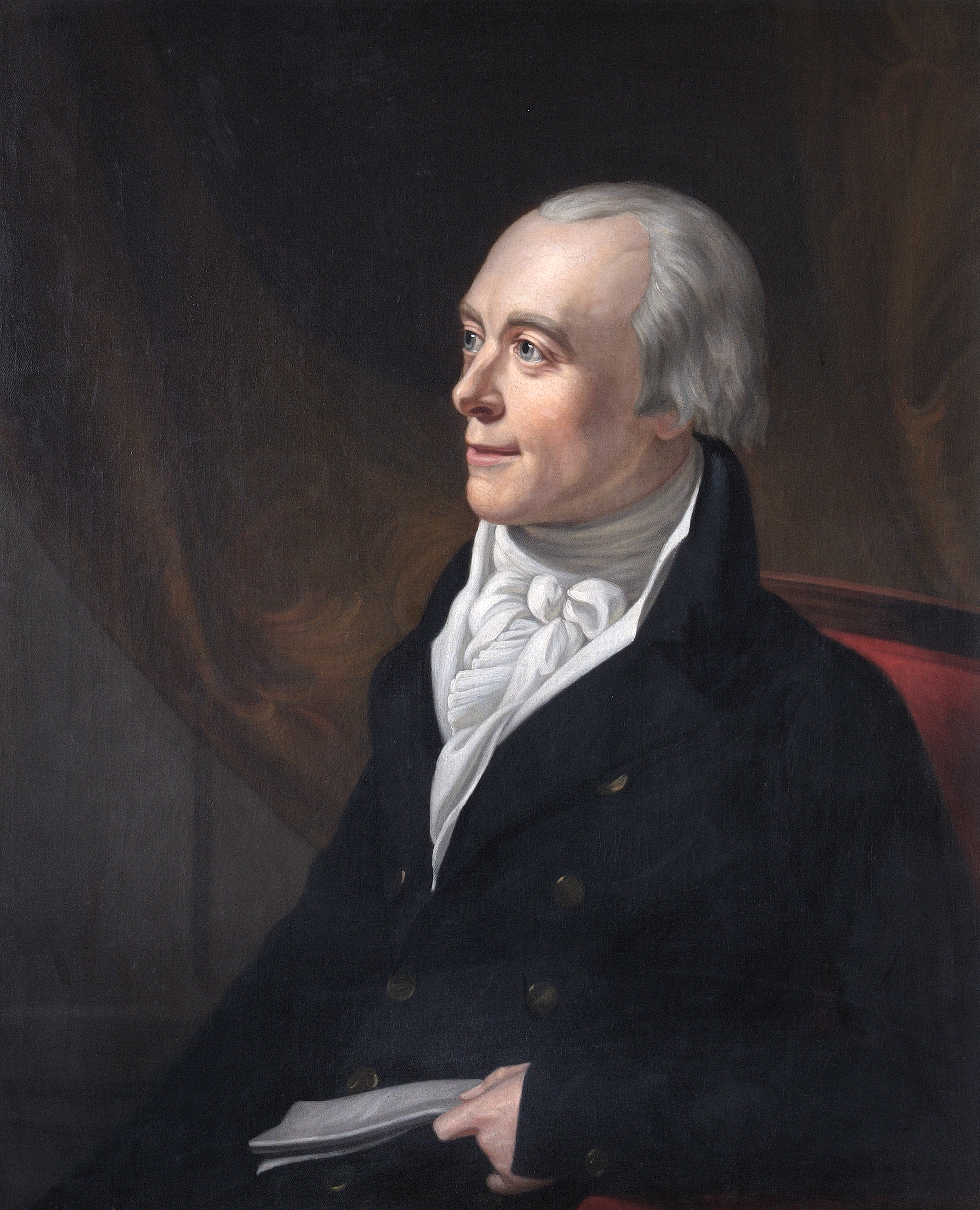
Spencer Perceval (1812)

Sowohl für die beiden Protagonisten als auch für die britische Politik hatte das Duell nachhaltige Konsequenzen. Zwei Tage vor dem Duell waren Spencer Perceval und andere Kabinettsmitglieder zum Schluss gekommen, dass sie entweder die führenden Köpfe der Opposition (Grenville und Grey) in die Regierung einbinden oder dem König Canning als Nachfolger Portlands empfehlen müssten. Mit Canning und Castlereagh nun auf den Hinterbänken, waren zwei der führenden Politiker im öffentlichen Ansehen weit gesunken und außerhalb jeder Nachfolgediskussion. Der Versuch, die Opposition einzubinden, schlug fehl, woraufhin Spencer Perceval als neuer Premierminister eine neue Regierung bildete, die sich hauptsächlich auf Lord Liverpool als Kriegsminister und Lord Wellesley als Außenminister stützte.
Castlereagh und Canning verbrachten die nächsten Jahre außerhalb jeder Regierungsverantwortung; Castlereagh, weniger getrieben als Canning, war über sein Exil nicht unglücklich und genoss die Untätigkeit. Der rastlose Canning dagegen konnte sich nur schwer mit der als frustrierend empfundenen Rolle des Hinterbänklers abfinden. Ein erster Versuch Percevals im Jahr 1812, beide wieder in die Regierung zu integrieren, schlug fehl, da Castlereagh ablehnte und Perceval entweder beide oder keinen der beiden ins Kabinett zurückholen wollte. Ein weiterer Versuch, nach Wellesleys Rücktritt, scheiterte an Cannings überzogenen Forderungen; Liverpool, der Nachfolger des ermordeten Perceval, ignorierte Canning daraufhin und machte Castlereagh zum Außenminister. Castlereagh behielt den Posten bis 1822 und spielte eine tragende Rolle bei der politischen Neugestaltung Europas nach Napoleons Niederlage.

## Forschungsgeschichte
In den Jahren 1929 bis 1931 war das Duell Gegenstand einer Diskussion zwischen den beiden angesehenen Cambridge-Historikern Harold Temperley und Charles Webster im Cambridge Historical Journal. Webster, der eine Studie über Castlereaghs Außenpolitik veröffentlicht hatte, verteidigte Castlereagh. Der Canning-Biograph Temperley rechtfertigte Cannings Verhalten; er sah den Einfluss von König Georg III. als entscheidend und ihn als den eigentlich Verantwortlichen an. Dabei führte er den Brief von Georg III. an Portland als Beweis an, in dem Georg III. Portland zur Diskretion verpflichtet und verboten hatte, Castlereagh in die Diskussionen einzuweihen.
Thematisch wurde das Duell zwischen beiden im Jahr 2008 von Giles Hunt in einem eigenen Buch (The Duel: Castlereagh, Canning and Deadly Cabinet Rivalry) ausgebreitet. Hunt merkte in seinem Fazit an, dass das Duell für Castlereaghs politische Karriere letztlich positive Auswirkungen hatte; er verwies auf ein Urteil von Thomas Creevey aus dem Jahr 1818 und führte aus, dass Castlereaghs Karriere vor dem Duell praktisch beendet war, er sich durch das Duell jedoch in der öffentlichen Mehrheitsmeinung rehabilitieren konnte. Weiter sah er in Castlereaghs Duellforderung eine teilweise irrationale Handlung.
Im Jahr 2009 veröffentlichte John Campbell sein Buch Pistols at Dawn: Two Hundred Years of Political Rivalry from Pitt and Fox to Blair and Brown. Er widmete der Rivalität zwischen Castlereagh und Canning ein Kapitel (Viscount Castlereagh and George Canning) und beschrieb das Duell als den Höhepunkt einer politischen Rivalität, die sich über die gesamte politische Karriere beider erstreckte. Während politische Duelle bzw. auch politische Rivalitäten nichts Ungewöhnliches waren und sind, sah er den Versuch beider Duellanten, sich gegenseitig zu töten, vor dem Hintergrund des bis dahin größten Kriegs der britischen Geschichte als beispiellos an. Auch er verwies auf Thomas Creeveys Urteil und sah Castlereagh als den Begünstigten des Duells; ohne das Duell wäre Castlereaghs Karriere beendet gewesen. Weniger vom Ehrgeiz angetrieben als Canning, habe er sich mit dem Verlust des Amts problemlos arrangiert.
Im Jahr 2010 wurde die komplexe Interaktion zwischen Canning und Castlereagh von Douglas Hurd in einer Studie über die Außenpolitik verschiedener britischer Außenminister aufgegriffen; er sah das Duell als Ergebnis intensiver Rivalität und Ambitionen an. Zudem vermerkte er, die Tragödie des Duells sei es gewesen, dass Pitt der Jüngere seinen beiden talentierten Protegés zwar viel über die Kunst der Politik beibrachte, es aber nie vermochte, beide zusammenzuführen und auf eine Kooperation einzuschwören.